# Cambria (Wisconsin)
Cambria – wieś w Stanach Zjednoczonych, w stanie Wisconsin, w hrabstwie Columbia.